# Ямамото, Го
Го Ямамо́то (яп. 山元 豪; род. 27 января 1995, Тояма) — японский двоеборец, участник Зимних Олимпийских игр 2018.
Представляет Японию на международных соревнованиях с 2012 года. На зимних юношеских Олимпийских играх в Инсбруке завоевал бронзовую медаль в дисциплине К-90 + 10 км.
С 2015 по 2020 год принимал участие в соревнованиях на Кубок мира, лучший результат показал в командной гонке в сезоне 2018/19 в Руке (Финляндия) — 2-е место. Ранее в том же году принял участие в зимних Олимпийских играх и занял со сборной Японии 4-е место. С таким же результатом окончил командную гонку на чемпионате мира 2019 года. Лучший индивидуальный результат на Олимпийских играх и в чемпионатах мира — 16-е место на большом трамплине на Олимпиаде 2018 года, на этапах Кубка мира — 7-е (дважды в сезоне 2017/18 на большом трамплине).